# Міагра синьочуба

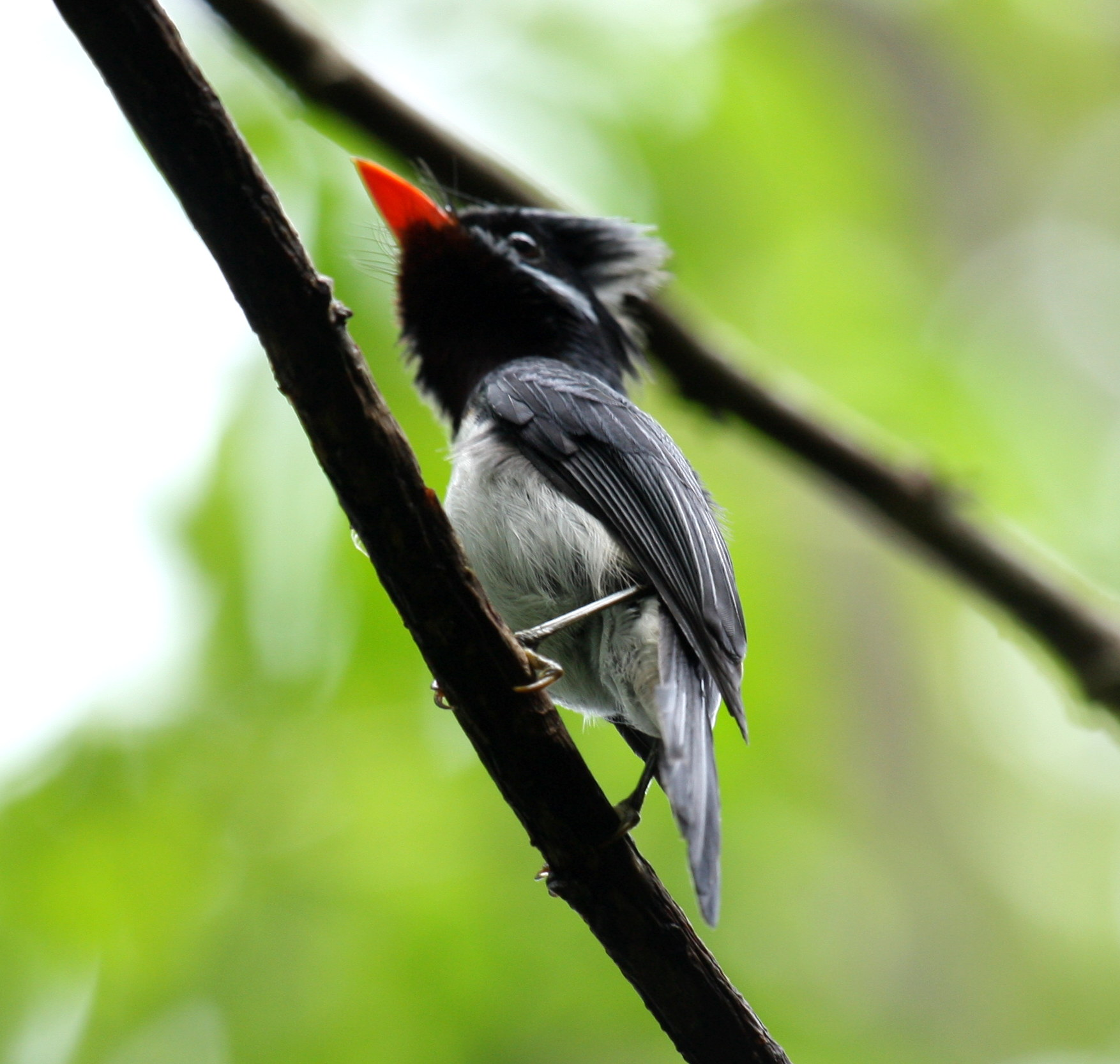
Самець синьочубої міагри

Міа́гра синьочуба (Myiagra azureocapilla) — вид горобцеподібних птахів родини монархових (Monarchidae). Ендемік Фіджі.

## Опис
Довжина птаха становить 14 см. Виду притаманний статевий диморфізм. У самців тім'я синє, верхня частина тіла синювато-чорна, живіт білуватий. у самиць верхня частина тіла коричнева, скроні сірі, тім'я синювате. На відміну від інших міагр, синьочуба міагра має яскраво-оранжевий дзьоб.

## Поширення і екологія
Синьочубі міагри є ендеміками острова Тавеуні Вони живуть в гірських і рівнинних вологих тропічних лісах.

## Збереження
МСОП вважає стан збереження цього виду близьким до загрозливого. Синьочубим міаграм загрожує знищення природного середовища.